# توني فالكنشتاين
توني فالكنشتاين (بالإنجليزية: Tony Falkenstein)‏ هو لاعب كرة قدم أمريكية أمريكي، ولد في 16 فبراير 1915، وتوفي في 10 أكتوبر 1994.